# Great Codroy
Great Codroy est un district de services locaux, située sur l'Île de Terre-Neuve, dans la province de Terre-Neuve-et-Labrador, au Canada.

## Particularités
Le musée de Grand Codroy abrite la plus importante collection d’animaux sauvages de l’est du Canada.